# Reese Hanneman
Reese Hanneman est un fondeur américain, né le 25 décembre 1989 à Fairbanks.

## Biographie
S'entraînant au club de l'université de l'Alaska Pacific, il court avec l'équipe nationale à partir de 2008, participant aux Championnats du monde junior à Malles.
En février 2010, il prend part à sa première course en Coupe du monde à Canmore (70e). Dans cette compétition, il est au départ plus de trente fois durant sa carrière et obtient son meilleur résultat en 2014 au sprint classique de Falun (31e). Au niveau national, il remporte sa première victoire sur l'US Super Tour en 2012 dans un sprint à Craftsbury. Deux ans plus tard, il est sacré champion des États-Unis sur le sprint classique à Soldier Hollow, gagnant aussi le classement général de l'US Super Tour cet hiver.
Gagnant les deux titres nationaux de sprint en janvier 2018, il participe ensuite aux Jeux olympiques de Pyeongchang, où il utilisé seulement sur le relais, pour une onzième place finale. En 2019, il se retire du sport de haut niveau.
Son frère, Logan, est aussi un fondeur de haut niveau.

## Palmarès

### Jeux olympiques
| Épreuve / Édition   | Sprint                           | Sprint    | 15 km | 15 km                            | Skiathlon 2 × 15 km | 50 km | Relais | Relais    |
| Épreuve / Édition   | libre                            | classique | libre | classique                        | Skiathlon 2 × 15 km | 50 km | Sprint | 4 × 10 km |
| JO 2018 Pyeongchang | Épreuve inexistante à cette date | -         | -     | Épreuve inexistante à cette date | -                   | —     | -      | 11e       |

Légende :
- : pas d'épreuve
- — : Non disputée par Hanneman

### Championnats des États-Unis
- Champion sur sprint classique en 2014 et 2018.
- Champion sur sprint libre en 2016 et 2018.